# Maria Tarnowska
Maria Tarnowska (o por su nombre de soltera Światopełk-Czetwertyńska; Milanów, 1884-Varsovia, 1965) fue una enfermera y activista social polaca. Fue condecorada con la medalla Florence Nightingale.

## Biografía
Tarnowska nació en Milanów, en la finca de su padre Włodzimierz Światopełk-Czetwertyński, un veterano del Levantamiento de Enero, y su madre fue Maria Wanda, de Uruscy. Se casó con el diplomático Adam Tarnowski.
Fue enfermera durante las guerras de los Balcanes y en el frente austro-ruso de la Primera Guerra Mundial. Durante la guerra polaco-bolchevique fue comandante de los líderes de la Cruz Roja. En 1923, fue la primera polaca en recibir la medalla Florence Nightingale. Después de la guerra, se unió a la junta directiva de la Cruz Roja Polaca.
En 1942, fue arrestada y encarcelada en la prisión de Pawiak durante varios meses. Después de su liberación, se unió a la clandestinidad, obtuvo el rango de teniente del Ejército Nacional. En septiembre de 1944 fue ascendida al rango de mayor. Debido al alto estatus social y la experiencia, fue delegada para conversaciones con los alemanes sobre la evacuación de la población civil, lo que permitió el traslado de 20 a 25 mil personas de Varsovia del 8 al 10 de septiembre de 1944, principalmente mujeres, niños y los ancianos. También participó en las negociaciones de capitulación.
En 1945 fue detenida por la Milicia Ciudadana acusada de colaborar con los alemanes. Estuvo detenida en Olkusz durante un mes. De 1946 a 1958 estuvo en el extranjero. Regresó al país y murió en Varsovia.
Su libro titulado Memorias fue publicado por la Agencia Nacional de Publicaciones en 2002.
El 4 de julio de 2016 recibió, póstumamente, la Cruz de Comendador de la Orden de Polonia Restituta, por sus destacados méritos en defensa de la soberanía e independencia del Estado polaco.

## Trabajos
- Wspomnienia, Warszawa : Krajowa Agencja Wydawnicza, 2002.ISBN 9788388072499, OCLC 1040732374
- El futuro lo dirá: una memoria. Friesen Press, 2015.ISBN 9781460276259, OCLC 979336954